# Hulhumeedhoo
Hulhumeedhoo är en ö i Maldiverna. Den ligger i den södra delen av landet. Den ingår i Addu City.